# Ginebró
El ginebró (Juniperus communis subsp. nana, o subsp. alpina) és un arbust de la família de les cupressàcies, semblant al ginebre, però més petit. També s'anomena ginebró l'estròbil o gàlbul del ginebre comú (Juniperus communis subsp. communis).

## Descripció
El ginebró pot arribar a 6 metres d'alçada. És un arbust amb les branques quasi horitzontals de manera que pren un aspecte rugós. Les fulles són amples i curtes, solen estar disposades de 3 en 3 i tenen pel costat de sobre una ratlla blanca. Els gàlbuls (que són els fruits) floreixen de març a maig i maduren del tot quan arriba la tardor. Només es recol·lecten els fruits que estan d’un color blau negrós.

## Hàbitat
Matollars i boscos de l'estatge subalpí. A Catalunya, a més dels Pirineus, el podem observar, més escàs, als cims del massís del Montseny. Es troba principalment formant matolls amb bàlec o boixerola, i com a part del sotabosc dels boscs de pi negre, amb el neret i el nabiu.

## Floració
De març a maig.